# Norra Tremssjön
Norra Tremssjön är en sjö i Malung-Sälens kommun i Dalarna och ingår i Dalälvens huvudavrinningsområde. Sjön har en area på 0,0637 kvadratkilometer och ligger 453,1 meter över havet. Sjön avvattnas av vattendraget Sjövallen. Vid provfiske har abborre, gädda och mört fångats i sjön.

## Delavrinningsområde
Norra Tremssjön ingår i det delavrinningsområde (676781-135785) som SMHI kallar för Ovan Tandbäcken. Medelhöjden är 486 meter över havet och ytan är 8,59 kvadratkilometer. Det finns inga avrinningsområden uppströms utan avrinningsområdet är högsta punkten. Sjövallen som avvattnar avrinningsområdet har biflödesordning 4, vilket innebär att vattnet flödar genom totalt 4 vattendrag innan det når havet efter 435 kilometer. Avrinningsområdet består mestadels av skog (39 procent) och sankmarker (53 procent). Avrinningsområdet har 0,06 kvadratkilometer vattenytor vilket ger det en sjöprocent på 0,7 procent.